# Pjotr Lawrentjewitsch Uljanow
Pjotr Lawrentjewitsch Uljanow, russisch Петр Лаврентьевич Ульянов (* 3. Mai 1928 im Oblast Saratow; † 13. November 2006 in Moskau) war ein russischer Mathematiker, der sich mit Analysis befasste.
Uljanow studierte an der Staatlichen Universität Saratow (Abschluss 1950) und der Lomonossow-Universität, an der er 1953 promoviert wurde. 1960 habilitierte er sich (russischer Doktortitel) und wurde Professor. Er leitete ab 1979 die Abteilung Funktionentheorie und Funktionalanalysis an der Lomonossow-Universität und war außerdem ab 1957 am Steklow-Institut.
Er war 1970 Invited Speaker auf dem Internationalen Mathematikerkongress in Nizza (Allgemeine Entwicklungen und spezielle Fragen). Er war ab 1981 korrespondierendes Mitglied und seit 2006 volles Mitglied der Russischen Akademie der Wissenschaften. Er war im Herausgebergremium von Matematischeski Sbornik. Er war Gründer der Saratow-Winterschulen für Funktionentheorie.